# Station hertzienne militaire de Pierre-sur-Haute
La station hertzienne militaire de Pierre-sur-Haute est un site militaire de trente hectares dédié aux communications interarmées françaises. Elle est située dans les communes de Sauvain et de Job, dans le département de la Loire, au sommet de Pierre-sur-Haute, point culminant des monts du Forez et du département de la Loire, à 1 634 m d'altitude. En marge de sa vocation militaire, le site comporte une tour hébergeant un relais hertzien civil appartenant à TDF surmontée d'un radar de la direction générale de l'Aviation civile (DGAC). Dans la nomenclature des stations hertziennes, elle porte le no 11.804.

## Histoire

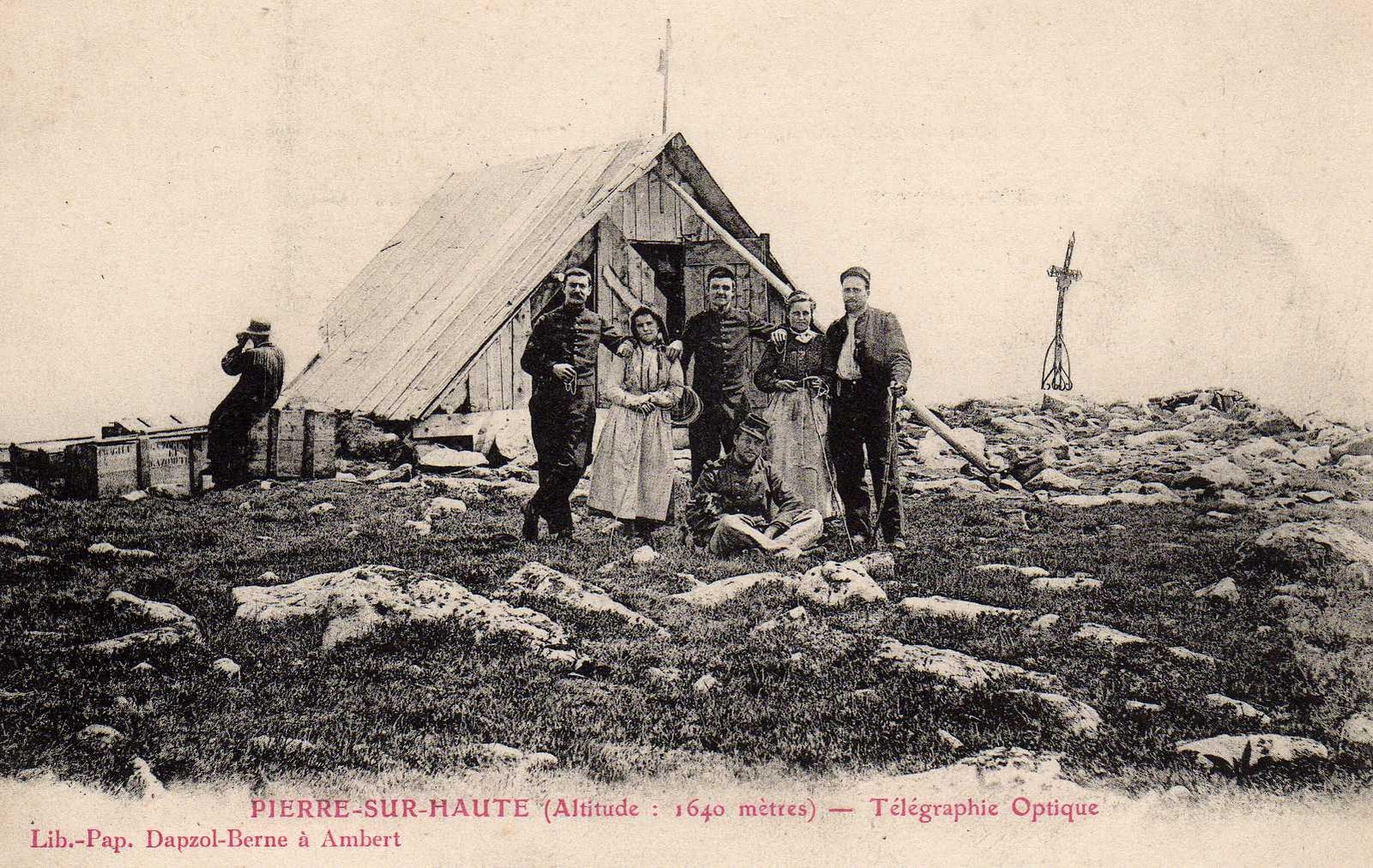
La station de télégraphie optique à ses tout débuts, à côté de la croix.

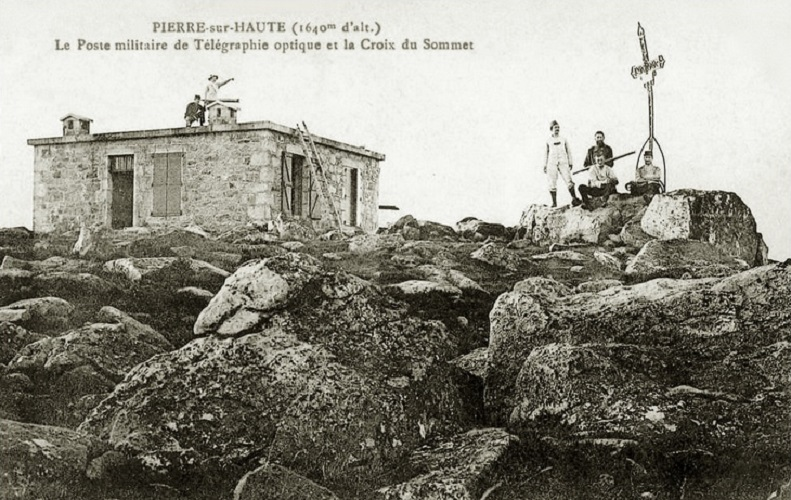
La même station construite en dur en 1920.

En 1907, l'armée française achète les emprises de l'actuelle station. En 1913, elle y construit un télégraphe optique consistant en un modeste bâtiment en pierre surmonté du dispositif de communication optique.
Lors de la guerre froide, en 1961, l'Organisation du traité de l'Atlantique nord (OTAN) donne à l'armée française pour mission de construire l'une des 82 stations de son réseau de transmission, le réseau ACE High du Grand Quartier général des puissances alliées en Europe (Allied Command Europe). Son nom de code est FLYZ. À partir de 1974, la responsabilité du site passe de l'armée de terre à l'armée de l'air. Dès 1988, l'OTAN envisage le démantèlement du réseau ACE High avec comme conséquence la création de nouveaux plans de fréquences nationaux.
La station hertzienne de l'OTAN utilisait des liaisons radio troposphériques et du matériel américain : ce sont des bonds radio de l'ordre de 300 km, les plus longs atteignant plus de 450 km (entre la station du sommet de Mossy Hill — UMSH,,, district de Virkie, dans le sud de l'île de Mainland dans l'archipel des Shetland, Écosse, Royaume-Uni, installation fermée en 1991 — et celle du pic Lysenuten — NLYZ,, à Vindafjord, comté de Rogaland, Norvège). En raison des caractères des transmissions troposphériques, ces liaisons fonctionnaient en diversité spatiale et de fréquences.
La station de Pierre-sur-Haute qui servait de relais entre, au sud, celle du Lachens (FNIZ — qui domine le camp militaire de Canjuers aux confins des départements des Alpes-Maritimes, du Var et des Alpes-de-Haute-Provence) et, au nord, celle du mont Août (FAOZ — à Broussy-le-Grand dans le département de la Marne), reposait sur quatre émetteurs de 10 kW chacun (deux par sens de liaison) et sur seize récepteurs (huit par sens de liaison).
Le site dispose de groupes électrogènes qui le rendent autonome en cas de nécessité. Dans les années 1970, une ligne moyenne tension (15 kV) fut créée et l'OTAN remplaça ce matériel par une centrale électrique comportant deux groupes à temps zéro de 450 kVA.[réf. souhaitée]
Pour assurer le contrôle du trafic aérien, un radar secondaire avec interrogation sélective, dit « mode S », a été installé sur la tour hertzienne de 55 m appartenant à TDF. Le radar de la DGAC est opérationnel depuis le 18 août 2009,.

## Rôle
La station de Pierre-sur-Haute appartient à l'Armée de l'air et de l'espace française et dépend de la base aérienne 942 Lyon-Mont Verdun, à 80 km du site. C'est l'une des trois stations hertziennes de l'axe nord-sud, communiquant en permanence avec les deux autres : Lacaune, et La Borne à Henrichemont. Une quatrième station faisait partie de ce dispositif, la base aérienne de Brétigny, jusqu'à sa fermeture en 2012. La station de Pierre-sur-Haute relaie donc les communications interarmées, portant principalement sur le commandement des unités opérationnelles. Ainsi, si l'arme nucléaire française était utilisée, il est possible que l'ordre de mise à feu transite par ce relais.
Elle dépendait du Commandement air des systèmes de surveillance d'information et de communications (CASSIC) depuis sa création le 1er juin 1994, puis, à compter du 1er janvier 2006, de la direction interarmées des réseaux d'infrastructure et des systèmes d'information (DIRISI) et de sa direction centrale au Kremlin-Bicêtre,.
Une vingtaine de personnes sous le commandement d'un major se relaient sur le site pour son fonctionnement ainsi que pour sa défense : électromécaniciens, mécaniciens, cuisiniers.

## Infrastructures

### Implantation et accès

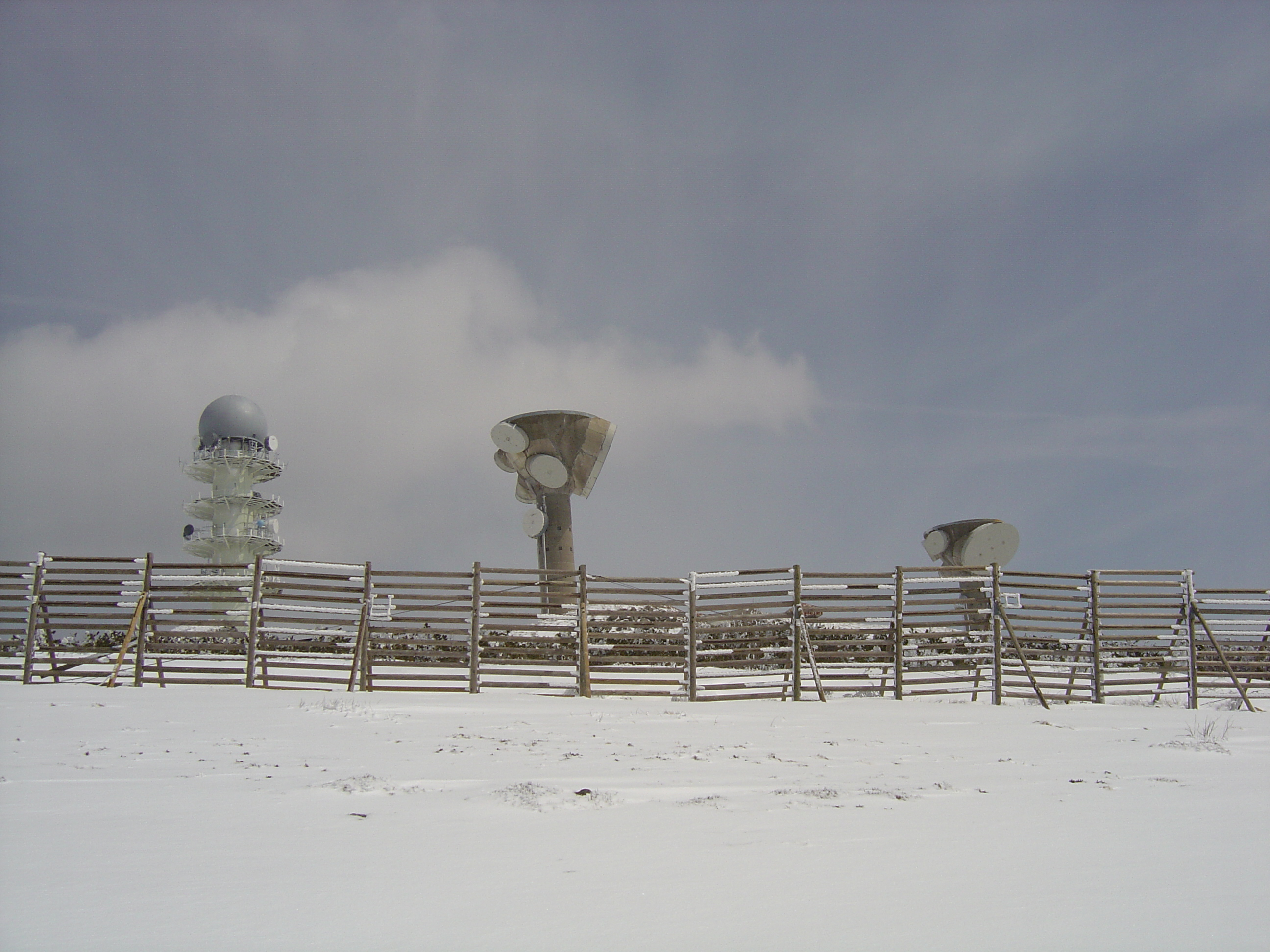
Antennes militaires de Pierre-sur-Haute (2008).

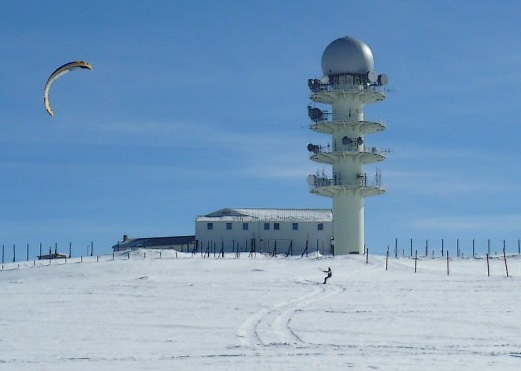
Snowkite au sommet de Pierre-sur-Haute. Au premier plan au centre, la tour de télécommunications (non militaire) de TDF, surmontée du radôme de la DGAC (2009).

La station est située à 1 634 m d'altitude, sur un terrain de trente hectares partagé entre les communes de Sauvain et de Job ainsi que leurs départements respectifs, la Loire et le Puy-de-Dôme. Son périmètre est délimité par une haute enceinte en bois et en métal, les militaires et employés accédant à la station par l'héliport et par une route de quatre kilomètres interdite à la circulation civile, depuis le col du Béal à 1 390 m d'altitude. Cette route est inutilisable lors d'un enneigement de plus de deux mètres : la solution alternative fait appel à des engins à chenilles qui empruntent le chemin de crête, balisé par des poteaux permettant de le suivre même en cas d'épaisse couche de neige. Le site est également accessible depuis la station de sports d'hiver de Chalmazel par le téléski de Pierre-sur-Haute, qui monte à proximité immédiate du sommet où est située l'installation militaire, alors même que la route qui y mène pourrait être fermée.

### Installations de surface
Les infrastructures les plus visibles sont deux tours en béton d'une trentaine de mètres de hauteur qui assurent l'émission et la réception hertzienne depuis 1991. Chaque tour a la même fonction. La deuxième tour sert en cas de défaillance de la première. Cet équipement est prévu pour résister au souffle d'une explosion nucléaire.
La surface construite de l'ensemble des bâtiments est de l'ordre de 1 500 m2. Quelques bâtiments servent de garages et de lieux de vie, avec cuisine, salle de restauration et chambres. Ils sont reliés par environ 400 mètres de tunnels qui évitent en hiver, surtout les plus froids, des déplacements à travers plusieurs mètres de neige.
L'enceinte du site héberge également la croix de Pierre-sur-Haute, située dans la partie de la station relevant de la commune de Job.

### Installations en sous-sol
Le cœur du site est la partie enterrée, vouée aux traitements des messages : les communications provenant des tours sont analysées, puis y sont redirigées pour être transmises.
Les installations en sous-sol sont classées comme « infrastructure de haute sécurité », sous protection nucléaire, bactériologique et chimique. Dans le jargon militaire, le site est dit « durci » : par exemple, il dispose d'une enceinte de béton armé avec protection des impulsions électromagnétiques par une cage de Faraday, les locaux sont en surpression, et certaines salles sont des salles blanches. Le sous-sol est pourvu d'une réserve en eau et en électricité, ainsi que d'une climatisation autonome.

## Tentative de censure de la page Wikipédia par la DCRI
La chaîne de télévision régionale TL7 avait diffusé, fin 2004, de nombreuses informations relatives au site, dans le cadre d'un documentaire autorisé par l'Armée de l'air.
Début mars 2013, la direction centrale du Renseignement intérieur (DCRI), service de renseignement de la police française, demande à la fondation Wikimedia, dans le cadre d'une enquête préliminaire pour « compromission » conduite par la section antiterroriste du parquet de Paris, la suppression d'un article (créé en juillet 2009) de Wikipédia en français concernant la station militaire, parce qu'il contiendrait par exemple certains « taux de résistance de matériaux » et plus généralement « des informations militaires classées relatives à la chaîne de transmission d'ordre de mise à feu nucléaire ».
La Fondation refuse la suppression totale de l'article et demande à la DCRI de préciser les passages litigieux pour définir les modifications. La DCRI refuse, et convoque Rémi Mathis, alors président de l'association Wikimédia France, qui dispose des outils d'administrateur sur la version francophone de l'encyclopédie Wikipédia. Mis « en garde contre le risque d’engagement de poursuites judiciaires », Rémi Mathis supprime l'article le 4 avril et en avertit les autres administrateurs. Cette suppression paraissant contraire aux règles et aux usages de l'encyclopédie, l'article est restauré le lendemain par une contributrice résidant en Suisse, elle aussi administratrice.
L'association Wikimédia France proteste contre les actions de la DCRI en diffusant un communiqué de presse en français et en anglais,.
L'action de la DCRI et ses suites provoquent une attention médiatique nationale et internationale, entraînant un effet Streisand sur l'article, augmenté depuis, créé dans plusieurs autres langues, et largement consulté,,,,.
Le Syndicat des commissaires de la Police nationale (SCPN) évoque alors, sans que cela engage la DCRI, l'éventualité du blocage de l'article par décision judiciaire : « Nous avons des moyens juridiques en France, il faudrait que les différents opérateurs internet reçoivent l'ordre judiciaire de bloquer l'accès aux pages concernées », précise le secrétaire général du syndicat, Emmanuel Roux,. Reporters sans frontières (RSF) déplorera les actions des autorités françaises en tant que « précédent regrettable ».
En lien avec cette affaire, Rémi Mathis est nommé « Wikipédien de l’année » par Jimmy Wales, à l’occasion de Wikimania en août 2013 à Hong Kong,.